# 1955-ös magyar férfi vízilabda-bajnokság (első osztály)
Az 1955-ös magyar férfi vízilabda-bajnokság a negyvenkilencedik magyar vízilabda-bajnokság volt. A bajnokságban tíz csapat indult el, a csapatok két kört játszottak.
A Lokomotív, Postás és Előre egyesületek Törekvés, a Petőfi, Fáklya és Lendület egyesületek Bástya néven egyesültek.

## Tabella
| #   | Csapat                       | M  | Gy | D | V  | G+ | G-  | P  | Megjegyzés     |
| --- | ---------------------------- | -- | -- | - | -- | -- | --- | -- | -------------- |
| 1.  | Bp. Dózsa                    | 18 | 13 | 4 | 1  | 85 | 40  | 30 |                |
| 2.  | Bp. Kinizsi                  | 18 | 13 | 3 | 2  | 75 | 38  | 29 |                |
| 3.  | Bp. Honvéd                   | 18 | 12 | 4 | 2  | 75 | 30  | 28 |                |
| 4.  | Szolnoki Dózsa               | 18 | 11 | 6 | 1  | 67 | 31  | 28 |                |
| 5.  | Bp. Vasas                    | 18 | 9  | 4 | 5  | 80 | 58  | 22 |                |
| 6.  | Bp. Vörös Lobogó             | 18 | 5  | 1 | 12 | 35 | 61  | 11 |                |
| 7.  | Vasas Gheorghiu Dej Hajógyár | 18 | 3  | 3 | 12 | 43 | 67  | 9  |                |
| 8.  | Bp. Törekvés                 | 18 | 3  | 3 | 12 | 50 | 70  | 8  | 1 pont levonva |
| 9.  | Egri Bástya                  | 18 | 3  | 2 | 13 | 45 | 100 | 8  |                |
| 10. | Bp. Vörös Meteor             | 18 | 2  | 2 | 14 | 30 | 90  | 6  |                |

* M: Mérkőzés Gy: Győzelem D: Döntetlen V: Vereség G+: Dobott gól G-: Kapott gól P: Pont

## A góllövőlista élmezőnye
|     | Gól | Játékos          | Csapat                 |
| --- | --- | ---------------- | ---------------------- |
| 1.  | 37  | Gyarmati Dezső   | Bp. Dózsa              |
|     | 37  | Szívós István    | Bp. Vasas              |
| 3.  | 26  | Hasznos István   | Szolnoki Dózsa         |
| 4.  | 23  | Németh István    | Bp. Honvéd             |
| 5.  | 20  | Martin Miklós    | Bp. Dózsa              |
| 6.  | 16  | Kanizsa Tivadar  | Szolnoki Dózsa         |
|     | 16  | Svéda Gyula      | Bp. Honvéd             |
|     | 16  | Jaskó            | Bp. Kinizsi            |
|     | 16  | Bánfai III       | Bp. Kinizsi            |
| 10. | 15  | Utassy Sándor    | Egri Bástya            |
|     | 15  | Nagy             | Bp. Törekvés           |
|     | 15  | Spliesz Sándor   | Bp. Dózsa              |
| 13. | 14  | Zádor Ervin      | Gheorghiu Dej Hajógyár |
|     | 14  | Bolvári Antal    | Bp. Honvéd             |
|     | 14  | Kárpáti György   | Bp. Kinizsi            |
| 16. | 12  | Kiricsi          | Bp. Törekvés           |
| 17. | 11  | Vedlik           | Gheorghiu Dej Hajógyár |
|     | 11  | Kakas            | Bp. Vasas              |
|     | 11  | Kiss             | Bp. Vörös Lobogó       |
| 20. | 10  | Markovits Kálmán | Bp. Vasas              |
|     | 10  | Domján           | Bp. Kinizsi            |
|     | 10  | Szabady          | Bp. Vörös Meteor       |
|     | 10  | Csillag II       | Bp. Törekvés           |